# Maxime Bossis
Maxime Bossis (Saint-André-Treize-Voies, 26 juni 1955) is een voormalig Franse voetballer (verdediger) die voor FC Nantes en Racing Club de Paris uitkwam. Hij werd driemaal landskampioen (1977, 1980, 1983) en won eenmaal de Coupe de France (1979) met Nantes. In 1996 was hij eventjes trainer van AS Saint-Étienne.

## Interlandcarrière
Bossis speelde tussen 1976 en 1986 in totaal 76 interlands voor de Franse nationale ploeg, en scoorde hij één keer voor Les Bleus. Hij zat in de selectie die het EK 1984 won. Hij was tevens lid van de selectie die vierde werd bij het WK voetbal 1982 in Spanje en derde werd bij het WK voetbal 1986 in Mexico.

## Erelijst
FC Nantes
- Frans landskampioen

1973, 1977, 1980
- Coupe de France

1979
 Frankrijk
- Europees kampioen

1984